# Harald K. Schulze

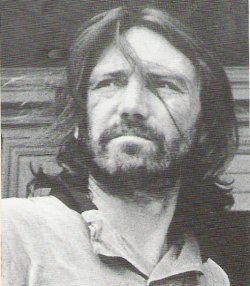
Harald K. Schulze

Harald K. Schulze (* 1952 in Schmölln, Oberlausitz) ist ein deutscher Maler und Zeichner. Er arbeitet vorwiegend am Tafelbild. Zu seinen Arbeiten gehören auch Wandmalereien, Deckengestaltungen und Raumdesign für öffentliche Bauten und Privathäuser. Es entstehen Annäherungen an die Renaissance-Malerei durch Kopien von Bildern von Hieronymus Bosch (Johannes auf Patmos, Garten der Lüste, Der Gaukler u. a.).
Ein weiterer Arbeitsbereich ist die illusionistische Wandmalerei.
Harald K. Schulze arbeitet in Letschin und in Borgomaro (Italien / Ligurien).

## Leben
Schulze studierte von 1973 bis 1978 an der Kunsthochschule Berlin-Weißensee, wo er sein Diplom erwarb. 1978 bis 1980 hatte er eine Aspirantur bei Walter Womacka und Heinrich Tessmer. Seit 1980 arbeitet er freischaffend.
1981 wurde die Künstlergruppe „NEON REAL“ gegründet. Initiatoren waren Harald K. Schulze, Clemens Gröszer und Rolf Biebl. 1982 kam es zum Rückzug in das Oderbruch, wo er ein Atelier aufbaute. Der erste Italienaufenthalt hatte der Maler 1987, seitdem gibt es jährliche Aufenthalte. 1995 erhielt Harald K. Schulze den Hauptgestaltungspreis der BUGA Cottbus mit Jürgen Hartmann. Im Jahre 1997 war er abermals Mitbegründer einer Künstlergruppe mit dem Namen „kg 849“.
Schulze war mit der Malerin Rose Schulze (* 1952) verheiratet.

## Sammlungen mit Werken Schulzes
- Sammlung Nolte
- Sammlung Schloss Meiningen
- Museum der bildenden Künste Leipzig
- Brandenburgische Kunstsammlungen Cottbus
- Museum Junge Kunst Frankfurt (Oder)
- Museum der Stadt Eisenhüttenstadt
- Galleria Nationale die San Marino
- Museo Cita Imperia
- Sammlungen der Stadt Eisenach
- Sammlung PCK Schwedt
- Kulturministerium Brandenburg Potsdam
- Finanzministerium Brandenburg Potsdam
- Sammlung consultpartner Hamburg
- Sammlung Wüst Stuttgart
- Privater Besitz in Hamburg, Berlin, Saarbrücken, Luzern, Basel, Prag, Baden-Baden, Leipzig, München, Frankfurt am Main u. a.

## Werke (Auswahl)

### Arbeiten im öffentlichen Raum
- 1995 Cottbus BUGA (mit Jürgen Hartmann)
- 1996 Frankfurt (Oder), ÜAZ, Wandgestaltung mit Stahlobjekt für den Außenraum Frankfurt (Oder), LBZ, fünf Plastiken für die Kantine (mit Jürgen Hartmann)
- 1997 Beeskow, Krankenhaus, Stahlmobile Frankfurt (Oder), Olympiazentrum Brandenburghalle (mit Jürgen Hartmann) Frankfurt (Oder), Sparkasse, plastisches Hängeobjekt (mit Jürgen Hartmann)
- 1998 Baden, Baden, Hotel Merkur, Living Room Bar
- 1999 Potsdam, Stadtplatz Drewitz (mit Jürgen Hartmann)
- 2000 Wittenberge, Schwimmhalle, Wandgestaltung
- 2001 Potsdam, BUGA, Zaungestaltung am Lustgarten

## Galerie

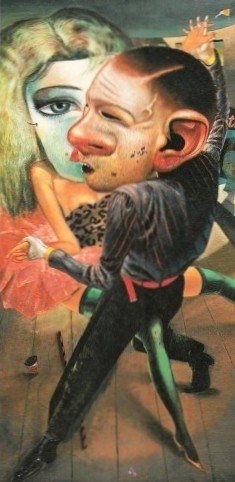
Le Bal
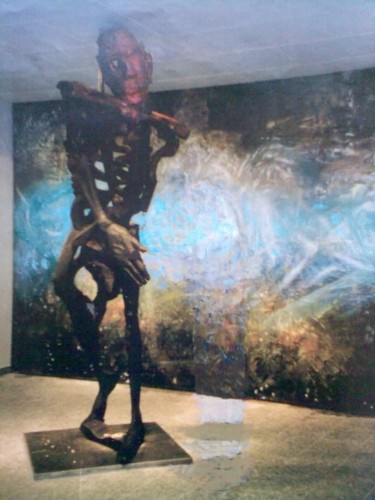
St.Hieronymus vor Landschaft
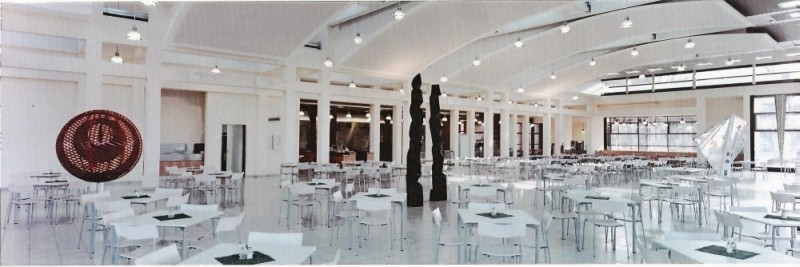
Raumgestaltung im LBZ Frankfurt(Oder)
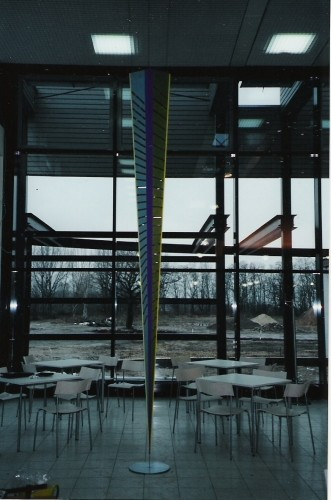
Detail Raumgestaltung im LBZ Frankfurt(Oder)
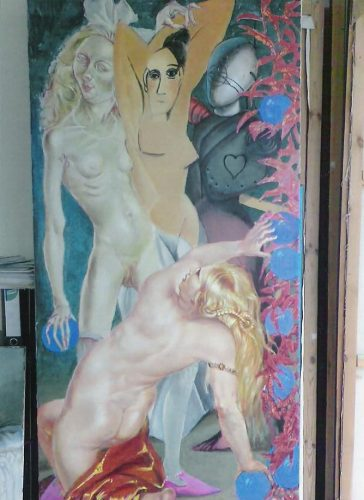
Die Äpfel der Hesperiden
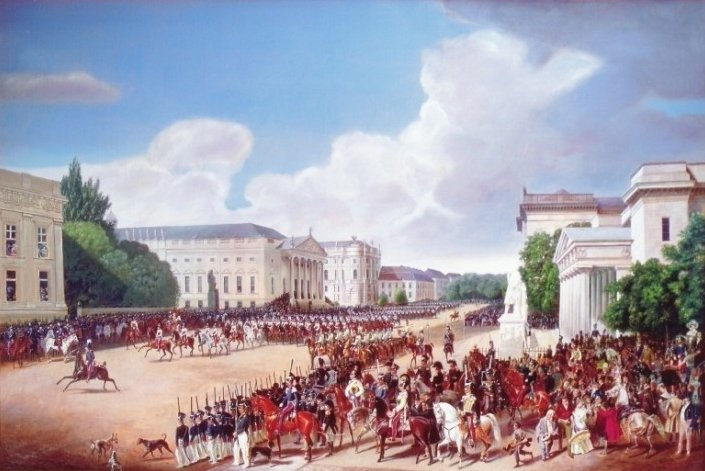
Parade auf dem Opernplatz
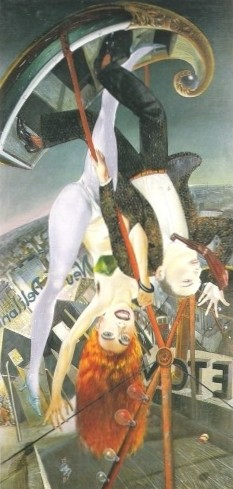
Die Luftschaukel
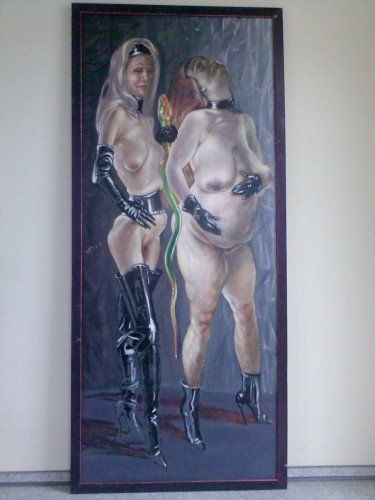
Miss November
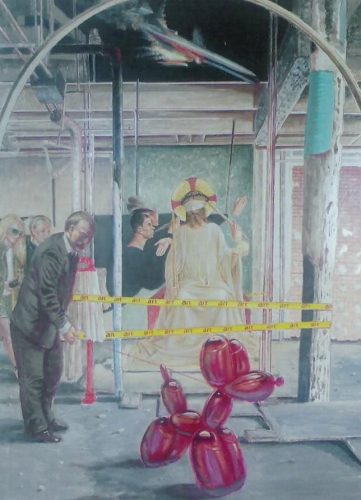
Gassi
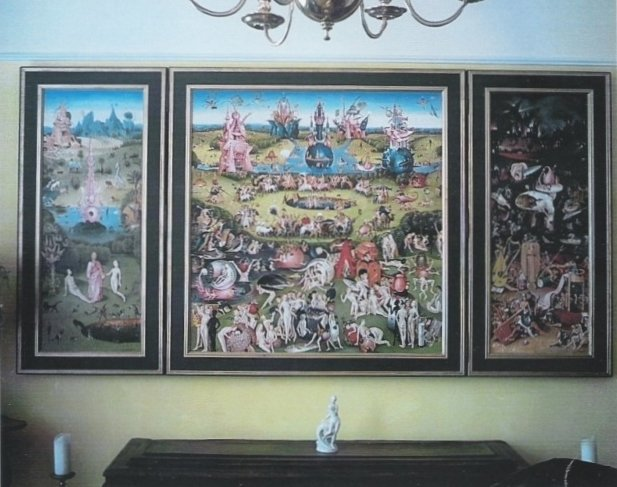
Der Garten der Lüste
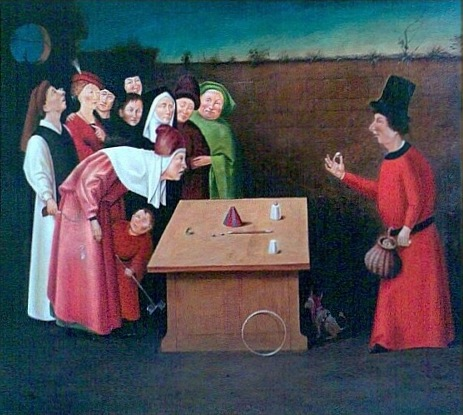
Der Gaukler
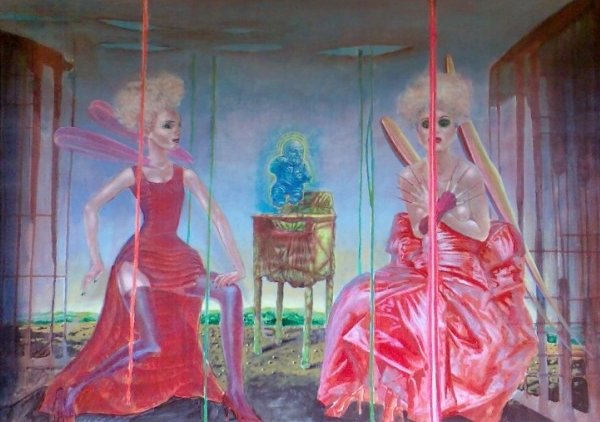
Poetic Stills II

## Ausstellungen (unvollständig)

### Personalausstellungen
- 1979 	Merseburg Schloss (mit Rose Schulze)
- 1983 Frankfurt/Oder, Galerie gallus
- 1984 	Cottbus, Galerie Carl Blechen (mit Gröszer)
- 1989 	San Marino (Italien), Galleria Nationale d’Art Mederna (mit Gröszer)
- 1990 	St. Gallen (Schweiz), Amt für Kulturpflege
- 1991 	Leipzig, Galerie am Sachsenplatz
- 1993 	Kopenhagen (Dänemark), Galerie Gammel Strand
- 1995 	Berlin, Kanzlei Dr. Peter Michael Diestel
- 1997 	Hamburg, consultpartner (mit Gröszer)
- 1999 	Luzern (Schweiz), Galerie Castelli
- 2001 	Seelow, Alte Dampfbäckerei e.V. Eisenhüttenstadt, Museum der Stadt Frankfurt(Oder), Kunstkeller Witzleben
- 2003 	Altranft, Brandenburgisches Freilichtmuseum im Schloss
- 2004 	Baden-Baden, Kunststudio Rochner Kludig
- 2005 	Potsdam, Galerie am Neuen Palais

### Ausstellungsbeteiligungen
- 1979 und 1985: Frankfurt/Oder, Bezirkskunstausstellungen
- 1980: Frankfurt/Oder, Sport- und Ausstellungszentrum („Junge Künstler der DDR “)
- 1985: Berlin, Neue Berliner Galerie im Alten Museum („Musik in der bildenden Kunst der DDR“)

- 1985 Berlin, Galerie am Prater, 1. NEON REAL Oberhausen, Sammlung Ludwig, NEUERWERBUNGEN
- 1986 Magdeburg, Kloster Unser Lieben Frauen („Grafik in den Kämpfen unserer Tage“)
- 1988 	Berlin, Studio Bildende Kunst, 2. NEON REAL
- 1990 Cottbus, Brandenburgische Kunstsammlungen, 3. NEON REAL
- 1992 Zeist (Niederlande), Schloss Zeist, 5. NEON REAL
- 1993 Köln, ART COLOGNE
- 1996 Nizza (Frankreich), D’ART NICE Köln, ART COLOGNE
- 1997 Frankfurt am Main, ART FRANKFURT
- 2000 Cottbus, Brandenburgische Kunstsammlungen, kg 849
- 2001 Frankfurt(Oder), Museum Junge Kunst, kg 849
- 2009 Potsdam, Galerie am Neuen Palais
- 2018 Berlin, Altes Rathaus Marzahn, NEONreal